# Minamoto no Yoriyoshi
Minamoto no Yoriyoshi est un nom japonais traditionnel ; le nom de famille (ou le nom d'école), Minamoto, précède donc le prénom (ou le nom d'artiste).
Minamoto no Yoriyoshi (源頼義, 988-27 août 1075) est un des chefs du clan Minamoto qui est peut-être surtout connu pour avoir conduit, avec son fils Minamoto no Yoshiie, les forces impériales contre les forces rebelles dans le nord. Cette campagne, appelée guerre de Zenkunen, devait être suivie quelques années plus tard par la guerre de Gosannen.
Il porte le titre, transmis de son père, de chinjufu-shōgun (commandant en chef de la défense du Nord). Yoriyoshi accompagne son père Minamoto no Yorinobu lors de ses propres expéditions pour défendre l'Empire, réprimer les rébellions et les troubles et acquiert ainsi une grande partie de ses connaissances de la tactique et de la stratégie. La guerre de Zenkunen à laquelle il prend part commence en 1051 et dure, avec quelques brèves interruptions, une douzaine d'années. En 1063, Yoriyoshi fonde Tsurugaoka Hachiman-gū à Kamakura qui va devenir, à peu près un siècle plus tard, le sanctuaire principal du clan Minamoto quand il instaure le shogunat de Kamakura.